# Exile on Main St.
Exile on Main St. là album phòng thu thứ 10 tại Anh và thứ 12 tại Mỹ của ban nhạc rock người Anh, The Rolling Stones. Đây là một bản LP-kép được phát hành vào ngày 12 tháng 5 năm 1972, bao gồm trong đó nhiều thể loại như rock and roll, blues, soul, R&B, nhạc đồng quê và cả nhạc phúc âm. Sự ra đời của Exile on Main St. đem đến nhiều đánh giá trái chiều, song hầu hết đều công nhận đây là album xuất sắc nhất của The Stones. Năm 1987, nhân dịp 20 thành lập, tạp chí Rolling Stone xếp album ở vị trí số 3 trong danh sách 100 album của 20 năm gần nhất. Tới năm 2003, Exile on Main St. được xếp hạng 7 trong danh sách "500 album vĩ đại nhất mọi thời đại" cùng của tạp chí trên, trở thành album được xếp hạng cao nhất của ban nhạc này.
Các ấn bản chỉnh âm được phát hành ngày 17 tháng 5 tại châu Âu và 18 tháng 5 năm 2010 tại Mỹ, kèm với đó là một bonus disc với 10 ca khúc khác.

## Thu âm và sản xuất
Exile on Main St. được thực hiện trong giai đoạn giữa 1968 và 1972. Mick Jagger nói: "Vì chúng ta đã sa thải Allen Klein, vậy nên không có lý do gì chúng ta phải đưa cho ông ta những bản thu trước nữa" – việc mà họ đã rất muốn làm với các ca khúc "Brown Sugar" và "Wild Horses" trong Sticky Fingers. Rất nhiều ca khúc đã được thu từ trước trong giai đoạn 1968-1971 tại Olympic Studios và ở ngôi nhà Stargroves của Mick từ thời kỳ Sticky Fingers.
Xuân năm 1971, The Rolling Stones đối mặt với việc phải trả một số lượng thuế lớn khi chính phủ thực hiện chính sách mới và điều đó buộc họ phải rời nước Anh. Mick Jagger tới Paris để sống cùng với người vợ mới cưới Bianca, trong khi Keith Richards thuê một biệt thự lớn ở Nellcôte, vùng Villefranche-sur-Mer, gần Nice. Các thành viên khác cũng sống rải rác ở các vùng phía Nam nước Pháp. Do không thể tìm được một phòng thu ưng ý để tiếp tục công việc hoàn thiện album, cơ ngơi của Richards ở Nellcôte trở thành phòng thu chính ngoài những phòng thu di động khác của ban nhạc.

### Nellcôte
Quá trình thu âm được bắt đầu vào khoảng đầu tháng 6. Bill Wyman kể lại rằng ban nhạc đã từng làm việc thâu đêm, liên tục từ 8 giờ sáng hôm trước tới 3 giờ sáng ngày hôm sau suốt hàng tháng ròng. Wyman nói: "Không phải ai cũng có đủ tỉnh táo để thức trắng mỗi đêm. Với tôi, đó là một trong những điều đáng tiếc nhất vào thời điểm đó. Trong cả hai album trước, chúng tôi đều nghe theo nhà sản xuất Jimmy Miller. Còn ở Nellcôte, mọi chuyện đều khác và nó khiến tôi mất chút thời gian để nắm bắt." Theo thời gian, Richards ngày một trở nên nghiện ma túy. Hàng ngàn dollar để dành cho heroin được tiêu thụ tại đây trong suốt những quãng thời gian mà ban nhạc mời William S. Burroughs, Terry Southern, Gram Parsons hay Marshall Chess (người ký hợp đồng nhãn đĩa mới cho Rolling Stones). Parsons đề nghị rời Nellcôte vào đầu tháng 7 năm 1971 sau những hành động đáng khinh bỉ của mình cùng chuỗi những kinh hoàng trong việc dọn dẹp những cơn phê của Richards, kèm với đó là những lời cảnh cáo từ cảnh sát Pháp.
Việc nghiện thuốc của Richards đã khiến anh không thể thường xuyên tham gia vào các buổi thu ngay tại cơ ngơi của mình, trong khi Jagger và Wyman thì không thể chấp nhận trì hoãn kế hoạch thêm được nữa. Điều đó dẫn tới việc rất nhiều các ca khúc của ban nhạc chỉ tồn tại ở dạng nháp. Bản thu đáng kể nhất mà có sự tham gia của Richards chính là ca khúc "Happy". Năm 1982, Richards nói: "Tôi đã hoàn thiện được "Happy" vì đó có lẽ là lần duy nhất tôi tới buổi thu. Hôm đó cũng có cả Bobby Keys và Jimmy Miller. Chúng tôi thấy không có việc gì làm, vậy nên cầm chiếc guitar lên và gảy vài nốt. Vậy là chúng tôi dừng ở đó, và đó chính là bản thu. Chúng tôi sử dụng bản thu có cả phần saxophone, guitar và phần trống của Jimmy Miller. Và những phần việc còn lại là hoàn thiện ca khúc đó. Tất cả diễn ra chỉ trong 1 buổi chiều mà mọi người đều thốt lên: "Wow, hãy cùng làm việc với thứ này"."
Đội hình của ban nhạc tại Nellcôte bao gồm Richards, Bobby Keys, Mick Taylor, Charlie Watts, Miller (chơi trống thay cho Watts trong "Happy" và "Shine a Light") và Jagger đôi lúc. Wyman không ưa căn biệt thự của Richards nên không tham gia vào bất cứ hoạt động nào của ban nhạc tại Pháp. Dù thực tế chỉ đóng góp trong 8 ca khúc của album, Wyman vẫn nói trên tạp chí Bass Player Magazine rằng phần ghi danh đó không đúng và ông đóng góp nhiều hơn số ca khúc đó. Các phần bass khác được Taylor, Richards và một nghệ sĩ khác là Bill Plummer phụ trách. Trong cuốn hồi ký Stone Alone của mình, Wyman nói đây là thời kỳ mà ban nhạc, hoặc là luôn chìm đắm vào chất kích thích (như Richards, Miller, Keys, Taylor, và kỹ thuật viên Andy Johns), hoặc góp mặt với một tần số vô cùng dao động (như Wyman, Watts và Jagger).

### Los Angeles
Những ca khúc quan trọng (như "Rip this Joint", "Shake Your Hips", "Casino Boogie", "Happy", "Rocks Off", "Turd on the Run" và "Ventilator Blues") được thu tại Nellcôte rồi được chuyển tới Sunset Sound Recorders ở Los Angeles. Tại đây, rất nhiều lần ghi đè được thực hiện trong những buổi chỉnh sửa từ tháng 12 năm 1971 tới tháng 5 năm 1972. Vài ca khúc (như "Torn and Frayed" và "Loving Cup") thậm chí còn được thu lại tại Los Angeles. Dù Jagger thường xuyên vắng mặt trong các hoạt động ở Nellcôte, song khi tới Los Angeles, anh lại là người chịu trách nhiệm chính, theo lời của Billy Preston và Dr John. Những giai điệu mang tính thánh ca trong các ca khúc "Tumbling Dice", "Loving Cup", "Let It Loose" và "Shine a Light" được Jagger và Preston bổ sung sau một chuyến đi tới một nhà thờ Tin lành.
Các phần thu mới này cùng với đó là những phương pháp khác nhau của Richards và Jagger đã cho thấy sự khác biệt lớn trong cuộc sống của riêng họ. Trong quá trình thực hiện album, Mick cưới Bianca, sau đó họ có đứa con đầu lòng Jade vào tháng 10 năm 1971. Richards vẫn còn quan hệ với người bạn gái Anita Pallenberg, và cả hai đều nghiện ma túy nặng, thứ còn đeo đuổi Richards tới tận năm 1980. Nếu như album được cho là sản phẩm mượt mà nhất mà Richards từng thực hiện khi người ta vẫn thấy ở đó thứ rock nguyên thủy, đơn sơ, thì trái lại Jagger vẫn thường xuyên nói lên sự chán nản của mình với rock 'n' roll qua nhiều bài phỏng vấn trên báo đài. Với việc Richards ngày một bị phụ thuộc vào ma túy, trong suốt những năm 70, ban nhạc được định hình qua vai trò thủ lĩnh của Jagger, kể từ đó họ thử nghiệm rất nhiều thể loại âm nhạc khác nhau và rời xa thứ nhạc rock nguyên thủy của Exile on Main St.

## Danh sách ca khúc
Tất cả các ca khúc đều được viết bởi Mick Jagger và Keith Richards, các sáng tác khác được ghi chú bên.
| Mặt A | Mặt A                          | Mặt A      |
| STT   | Nhan đề                        | Thời lượng |
| ----- | ------------------------------ | ---------- |
| 1.    | "Rocks Off"                    | 4:31       |
| 2.    | "Rip This Joint"               | 2:22       |
| 3.    | "Shake Your Hips" (Slim Harpo) | 2:59       |
| 4.    | "Casino Boogie"                | 3:33       |
| 5.    | "Tumbling Dice"                | 3:45       |

| Mặt B | Mặt B               | Mặt B      |
| STT   | Nhan đề             | Thời lượng |
| ----- | ------------------- | ---------- |
| 6.    | "Sweet Virginia"    | 4:27       |
| 7.    | "Torn and Frayed"   | 4:17       |
| 8.    | "Sweet Black Angel" | 2:54       |
| 9.    | "Loving Cup"        | 4:25       |

| Mặt C | Mặt C                                            | Mặt C      |
| STT   | Nhan đề                                          | Thời lượng |
| ----- | ------------------------------------------------ | ---------- |
| 10.   | "Happy"                                          | 3:04       |
| 11.   | "Turd on the Run"                                | 2:36       |
| 12.   | "Ventilator Blues" (Jagger/Richards/Mick Taylor) | 3:24       |
| 13.   | "I Just Want to See His Face"                    | 2:52       |
| 14.   | "Let It Loose"                                   | 5:16       |

| Mặt D | Mặt D                                 | Mặt D      |
| STT   | Nhan đề                               | Thời lượng |
| ----- | ------------------------------------- | ---------- |
| 15.   | "All Down the Line"                   | 3:49       |
| 16.   | "Stop Breaking Down" (Robert Johnson) | 4:34       |
| 17.   | "Shine a Light"                       | 4:14       |
| 18.   | "Soul Survivor"                       | 3:49       |

2010 bonus disc
| STT | Nhan đề                                                      | Thời lượng |
| --- | ------------------------------------------------------------ | ---------- |
| 1.  | "Pass the Wine (Sophia Loren)"                               | 4:54       |
| 2.  | "Plundered My Soul"                                          | 3:59       |
| 3.  | "I'm Not Signifying"                                         | 3:55       |
| 4.  | "Following the River"                                        | 4:52       |
| 5.  | "Dancing in the Light"                                       | 4:21       |
| 6.  | "So Divine (Aladdin Story)"                                  | 4:32       |
| 7.  | "Loving Cup" (Alternative take)                              | 5:26       |
| 8.  | "Soul Survivor" (Alternative take)                           | 3:59       |
| 9.  | "Good Time Women"                                            | 3:21       |
| 10. | "Title 5"                                                    | 1:47       |
| 11. | "All Down the Line" (Alternative take, Japanese Bonus Track) | 4:09       |

## Phát hành và đón nhận của công chúng
| Đánh giá chuyên môn           | Đánh giá chuyên môn |
| Nguồn đánh giá                | Nguồn đánh giá      |
| Nguồn                         | Đánh giá            |
| ----------------------------- | ------------------- |
| Allmusic                      | [ 1 ]               |
| BBC Music                     | (tích cực)          |
| Blender                       |                     |
| Robert Christgau              | A+                  |
| Pitchfork Media               | (10/10)             |
| PopMatters                    | (tích cực)          |
| Rolling Stone                 | (tích cực)          |
| The Rolling Stone Album Guide | [ 14 ]              |
| Sputnikmusic                  | (4.0/5)             |

Trước khi được phát hành vào tháng 5 năm 1972, Exile on Main St. đã được công chúng Anh và Mỹ biết tới qua hit "Tumbling Dice". Album nhanh chóng có được vị trí số 1 trên toàn thế giới và trở thành một phần trong tour diễn năm 1972 của ban nhạc. "Happy", được hát bởi Richards, cũng nằm trong Top 30 tại Mỹ vào cuối năm.
Rất nhiều đánh giá vào thời điểm đó bình luận rằng Exile on Main St. là một sản phẩm vứt đi và giống một thứ khó nuốt đối với công chúng. Lenny Kaye của tờ Rolling Stone cho rằng album không thực sự có điểm gì đặc biệt "Có vài ca khúc tốt hơn, có vài ca khúc khác tệ hơn nhiều, số còn lại nếu bạn đang rỗi thì tốt hơn là bạn nên thử việc xâu kim". Cuối cùng, Kaye kết luận "Album thực sự tốt của Stones có lẽ sắp ra đời."
Tuy nhiên, Richard Williams của Melody Maker thì lại đánh giá rất cao album. Ông viết trong bài báo The Stones: Quite Simply the Best rằng "nó chắc chắn sẽ có chỗ đứng trong lịch sử" và "đây là album tốt nhất mà họ từng làm". Williams nhấn mạnh: "Đây là album đã đẩy lùi đi những chế nhạo và giận dữ đang chĩa vào họ. Chỉ với một sản phẩm duy nhất, họ đã có câu trả lời cho câu hỏi về những nghệ sĩ chơi rock 'n' roll như họ."
Đối với những thành công thương mại và đánh giá chuyên môn đầu tiên, ông nói: "Khi Exile ra mắt, nó không có được đánh giá và cả doanh thu như mong đợi, thậm chí có nhiều chỉ trích khá gay gắt. Nhưng chỉ trong vài năm tới, mọi người sẽ viết về cái đống bầy nhầy kia như một trong những album xuất sắc nhất thế giới."
Những đánh giá tới từ rất nhiều mặt khác nhau, từ blues, soul cho tới đồng quê. Robert Christgau viết vào năm 1972: "Hiển nhiên là sản phẩm tuyệt nhất của năm, đây sẽ là điểm nhấn đặc biệt cho nhạc Rock năm 1972. Exile đã khám phá ra những chiều sâu mới từ hiệu ứng phòng thu, dồn nén giọng của Mick trong những nỗi buồn, lo lắng và cả sự nghi ngờ."
Exile on Main St. có một phần bìa mở bao gồm 12 bản poster liên tiếp với những hình ảnh vô cùng sống động chụp bởi nhiếp ảnh gia Norman Seeff. Phần bìa sau là bức ảnh chụp ban nhạc với một nhân vật nữ "bí ẩn", đó là Chris O'Dell, một cộng tác viên của họ. Robert Frank là người phụ trách thiết kế cho album và vì thế nó được chèn một số hình ảnh từ cuốn sách năm 1958 của ông, The Americans.

## Thành phần tham gia sản xuất
Rolling Stones
- Mick Jagger – hát chính, harmonica, guitar trong "Tumbling Dice" và "Stop Breaking Down", định âm.
- Keith Richards – guitar, hát nền, hát chính trong "Happy", piano điện trong "I Just Want to See His Face", bass trong "Casino Boogie", "Happy" và "Soul Survivor".
- Mick Taylor – guitar, slide guitar, bass trong "Tumbling Dice", "Torn and Frayed", "I Just Want to See His Face" và "Shine a Light".
- Charlie Watts – trống.
- Bill Wyman – bass.

Các nghệ sĩ được mời
- Nicky Hopkins – piano.
- Bobby Keys – saxophone, định âm trong "Happy".
- Jim Price – trumpet, trombone, organ trong "Torn and Frayed".
- Ian Stewart – piano trong "Shake Your Hips", "Sweet Virginia" và "Stop Breaking Down".
- Jimmy Miller – trống trong "Happy" và "Shine a Light", định âm trong "Sweet Black Angel", "Loving Cup", "I Just Want to See His Face" và "All Down the Line"
- Bill Plummer – upright bass trong "Rip This Joint", "Turd on the Run", "I Just Want to See His Face" và "All Down the Line".
- Billy Preston – piano và organ trong "Shine a Light".
- Al Perkins – pedal steel guitar trong "Torn and Frayed".
- Richard Washington – marimba trong "Sweet Black Angel".
- Clydie King, Vanetta Fields – hát nền trong "Tumbling Dice", "I Just Want to See His Face", "Let It Loose" và "Shine a Light".
- Joe Green – hát nền trong "Let It Loose" và "Shine a Light".
- Jerry Kirkland – hát nền trong "I Just Want to See His Face" và "Shine a Light".
- Mac Rebennack, Shirley Goodman, Tami Lynn – hát nền trong "Let It Loose".
- Kathi McDonald – hát nền trong "All Down the Line".

Ê-kíp sản xuất
- Kỹ thuật viên âm thanh – Glyn và Andy Johns, Joe Zaganno, Jeremy Gee.
- Bìa đĩa – Robert Frank.
- Chỉ đạo nghệ thuật – John Van Hamersveld, Norman Seeff.

Thành phần bổ sung trong ấn bản 2010
- Keith Richards – hát chính trong "Soul Survivor (Alternative Take)".
- Lisa Fischer, Cindy Mizelle – hát nền.
- David Campbell – hòa âm dàn dây trong "Following the River".
- Sản xuất – Don Was và The Glimmer Twins.
- Kỹ thuật viên âm thanh – Bob Clearmountain.

## Tôn vinh

### Nhận xét từ ban nhạc
Khi Exile được phát hành, Mick Jagger nói: "Album mới quả là điên rồ. Có quá nhiều ca khúc khác nhau. Nó rất rock 'n' roll, bạn biết đấy. Tôi không thích như vậy. Tôi là người có nhiều kinh nghiệm hơn các thành viên khác trong nhóm, bạn thấy tôi thích thử nghiệm như thế nào. Không phải cứ làm việc gì giống y chang năm nay qua năm khác. Kể từ khi rời nước Anh, tôi thấy được thứ mà tôi cần phải làm. Tôi không chống lại rock 'n' roll, chỉ là tôi muốn thử nghiệm. Album mới này thật sự rất rock 'n' roll và nó rất tuyệt. Nhưng tôi chán ngấy với rock 'n' roll rồi. Tôi cần tái sinh. Ai cũng biết nguồn gốc của mọi việc là phải tìm tòi khám phá. Người ta cũng đã khám phá vũ trụ rồi đấy."
Tới năm 2003, Jagger nói thêm: "Exile không phải là album yêu thích của tôi, dù rằng tôi thấy các ca khúc thực sự rất lạ. Tôi không dám nói là chúng hay tới mức nào, song chung lại thì chúng nghe cũng bình thường. Tôi muốn nói rằng Exile là sản phẩm tệ nhất mà tôi từng nghe. Tôi thích bản chỉnh sửa của nó, không phải bởi giọng hát, mà bởi tôi nghĩ rằng nhìn chung âm thanh nghe hay hơn. Vào thời điểm đó, Jimmy Miller không thực hiện tốt công việc của mình. Tôi phải hoàn thiện tất cả một mình, vì những người khác vẫn đang say hoặc cười đùa. Dĩ nhiên là tôi có trách nhiệm ở đây, nhưng mà thực sự chúng không tốt và không đáng với bất kể sự đánh giá hay chú ý nào." Jagger từ đó cũng nói rằng ông cũng không hiểu vì sao nhiều người hâm mộ của The Rolling Stones vẫn than phiền rằng các ca khúc của album không có được thứ hạng cao.
Về album này, Keith Richards bình luận: "Exile là một album-kép. Nó phải là một album-kép vì chúng tôi thực hiện nó ở quá nhiều địa điểm khác nhau, và Stones thấy điều đó như là một chuyến đi đày vậy (exile). Chúng tôi không hề có ý làm một album-kép, chúng tôi chỉ xuống miền Nam nước Pháp để làm việc, và rồi khi chúng hoàn tất, tất cả thốt lên "Phải nhét tất cả vào làm một thôi!" Vấn đề là ban nhạc đã tới giới hạn mà chúng tôi từng nói tới. Kể từ khi Andrew Oldham ra đi, chúng tôi vẫn làm việc, mọi thứ đều thay đổi và tôi thì không còn nhiều hứng thú tới việc đứng đầu ở bảng xếp hạng này hay kia nữa. Điều tôi muốn làm là một thứ gì đó tốt – nếu nó đủ tốt thì mọi người sẽ hứng thú với nó."

### Ảnh hưởng văn hóa
Năm 1998, độc giả tạp chí Q bầu chọn Exile on Main St. là album xuất sắc thứ 42 mọi thời đại, và tới năm 2000 bình chọn đây là album của Anh xuất sắc thứ 3 mọi thời đại. Đây là album ở vị trí số 3 trong danh sách Các album giai đoạn 1967-1987 của tạp chí Rolling Stone. Năm 1993, tờ Entertainment Weekly chọn đây là album số 1 trong danh sách 100 CD hay nhất. Năm 2003, Pitchfork Media xếp đây là album thứ 11 trong danh sách 100 album của những năm 70. Album có được vị trí số 22 trong những album yêu thích của kênh VH1 vào năm 2001. Tạp chí Guitar World trong số báo tháng 10 năm 2006 xếp album ở vị trí số 19 trong danh sách 100 album guitar mọi thời đại. Năm 2006, NARM và Đại sảnh Danh vọng Rock and Roll chọn album ở vị trí số 6 trong danh sách "Definitive 200" cho những album "mà bất kể ai yêu nhạc cũng muốn nghe". Bản tái bản lại là album được đánh giá cao nhất theo Metacritic, cùng với siêu phẩm London Calling của The Clash.
Album và các ca khúc được sử dụng hay thể hiện lại bởi rất nhiều nghệ sĩ khác nhau. Chẳng hạn ban nhạc người Mỹ Alabama 3 cho ra mắt album đầu tay với tên gọi Exile on Coldharbour Lane. Có lẽ một trong những ấn phẩm nổi tiếng nhất là album đầu tay của nghệ sĩ nhạc indie Liz Phair có tên Exile in Guyville. Phair có nói từng ca khúc trong album của cô là những lời đối đáp với Exile on Main St. Ban nhạc Pussy Galore hát lại toàn bộ album với cách thể hiện khác, thậm chí là vô cùng đối lập với bản gốc. Năm 2007, Matchbox Twenty cũng tung ra album phòng thu của họ có tên Exile on Mainstream. Ban nhạc rock Chemlab có ca khúc "Exile on Mainline" trong album East Side Militia cũng được lấy cảm hứng từ The Rolling Stones.
Điệp vụ Boston, bộ phim nổi tiếng được thực hiện năm 2006 bởi đạo diễn lừng danh Martin Scorsese, có cảnh nhân vật Bill Costigan gửi cho Madolyn Madden chiếc hộp trang sức có tên Exile on Main St. trong đó có đoạn băng thu âm bằng chứng buộc tội Colin Sullivan dính líu tới ông trùm Frank Costello. Ca khúc "Let It Loose" của album cũng nằm trong phần nhạc phim.
Ngày 31 tháng 10 năm 2009, ban nhạc Phish hát lại toàn bộ album nhân dịp Halloween ở Indio, California.

### Tái bản
Năm 2010, Exile on Main St. được chỉnh âm và phát hành bởi Virgin Records, trở thành một phần của hậu-catalogue Get Yer Ya-Ya's Out!, sau khi hãng đĩa này có được bản quyền trong việc tái bản các sản phẩm của ban nhạc.
Universal Music thực hiện chỉnh âm và phát hành lại các album sau năm 1970 của The Rolling Stones trong tập catalogue năm 2009, kế sau đó là Exile on Main St. ra mắt trong ấn bản vào tháng 5 năm 2010. Trong số 10 bonus track, chỉ có 2 ca khúc là được thu vào cùng thời kỳ thực hiện album, đó là "Tumbling Dice" được ghi dưới tên "Good Time Women", và "Soul Survivor", ca khúc cuối cùng mà Richards là người hát chính. Các ca khúc còn lại được làm sau nhiều lần ghi đè, trong đó Jagger là người hát chính, phần hát nền được thực hiện bởi các thành viên và cựu thành viên theo tour của Stones là Cindy Mizelle và Lisa Fischer, cùng với đó là phần guitar mới trong "Plundered My Soul" chơi bởi Mick Taylor. Nói về việc lựa chọn các ca khúc, Richards giải thích: "Về cơ bản đó là bản thu kèm theo một vài thứ còn sót lại mà chúng tôi vơ vét trong kho. Cùng nhau nghe lại và chúng tôi nói "Có vẻ cho vào cũng tốt."". Phần harmonica được Jagger cho thêm vào trong bản 2010, còn Richards thì thêm phần lead mới cho "So Divine". "Title 5" không phải là một ca khúc thu trong thời kỳ Exile mà từ tận năm 1967. Những hiệu ứng MRB được thực hiện từ bộ amphi Vox Conqueror hoặc Supreme, được Richards sử dụng trong giai đoạn 1967-1968. "Loving Cup" được thực hiện vào đầu tháng 6 năm 1969, nhưng được làm thành hai bản thu. Từ đầu tới 2.12 được biết tới là bản "say", và được phát hành rộng rãi trong những năm 1990, trong khi bản thứ 2 thì được nối vào phần còn lại, thì là phần không được biết trước đó. "Following the River" có phần ghi đè bởi Jagger trên bản thu gốc với Nicky Hopkins chơi piano.
Jimmy Fallon nói trong chương trình của mình, Late Night with Jimmy Fallon, rằng ông sẽ đánh dấu sự kiện tái bản album bằng việc mời các nghệ sĩ trình diễn lại các ca khúc trong đó. Phish là nghệ sĩ đầu tiên ủng hộ tuyên bố này.
Bản tái bản này có được vị trí số 1 tại UK Albums Chart sau gần 38 năm mà album này có được vị trí đó lần cuối. Đây là sản phẩm đầu The Rolling Stones mà trở lại vị trí quán quân sau khi tái phát hành. Nó cũng có được vị trí số 2 tại Mỹ và bán được 76.000 bản trong tuần đầu tiên. Bonus disc có tên Exile on Main St. Rarities Edition chỉ bán tại Mỹ và được Target xếp hạng ở vị trí số 27 với 15.000 bản được bán.
Năm 2011, Universal Music Entreprises phát hành lại album duy nhất tại Nhật Bản với định dạng SHM-SACD.

## Xếp hạng
Album
| Năm  | Bảng xếp hạng       | Vị trí cao nhất |
| ---- | ------------------- | --------------- |
| 1972 | UK Top 50 Albums    | 1               |
| 1972 | German Albums Chart | 2               |
| 1972 | Billboard 200       | 1               |
| 2010 | UK Top 75 Albums    | 1               |
| 2010 | Billboard 200       | 2               |

Đĩa đơn
| Năm  | Ca khúc             | Bảng xếp hạng                | Vị trí cao nhất |
| ---- | ------------------- | ---------------------------- | --------------- |
| 1972 | "Tumbling Dice"     | UK Top 50 Singles            | 5               |
| 1972 | "Tumbling Dice"     | German singles chart         | 17              |
| 1972 | "Tumbling Dice"     | Billboard Hot 100            | 7               |
| 1972 | "Happy"             | Billboard Hot 100            | 22              |
| 2010 | "Plundered My Soul" | UK Top 200 Singles           | 200             |
| 2010 | "Plundered My Soul" | Billboard Singles Sales      | 2               |
| 2010 | "Plundered My Soul" | Billboard Triple A           | 10              |
| 2010 | "Plundered My Soul" | Billboard Heritage Rock      | 14              |
| 2010 | "Plundered My Soul" | Billboard Rock Digital Songs | 31              |
| 2010 | "Plundered My Soul" | Billboard Rock Songs         | 42              |

Bảng xếp hạng cuối năm
| Bảng xếp hạng (2010) | Vị trí cao nhất |
| -------------------- | --------------- |
| German Albums Chart  | 84              |
| US Billboard 200     | 176             |